# Miconia subandicola
Miconia subandicola är en tvåhjärtbladig växtart som beskrevs av John Julius Wurdack. Miconia subandicola ingår i släktet Miconia och familjen Melastomataceae. Inga underarter finns listade i Catalogue of Life.